# Rika Ghijsen
Hendrika Catharina Maria Ghijsen (Middelburg, 22 november 1884 - 25 maart 1976) was een Nederlands literatuurhistorica en lexicografe. Ze promoveerde cum laude aan de Universiteit Leiden in 1919 met een proefschrift over Betje Wolff. Mevrouw dr. H.C.M. Ghijsen was secretaris van de Zeeuwse Vereniging voor Dialectonderzoek en is vooral bekend als de samensteller van het Woordenboek der Zeeuwse Dialecten. Ghijsen ontving de Zeeuwse Prijs voor Kunsten en Wetenschappen in 1956 en werd in 1964 erelid van het Koninklijk Zeeuws Genootschap der Wetenschappen.

## Biografie

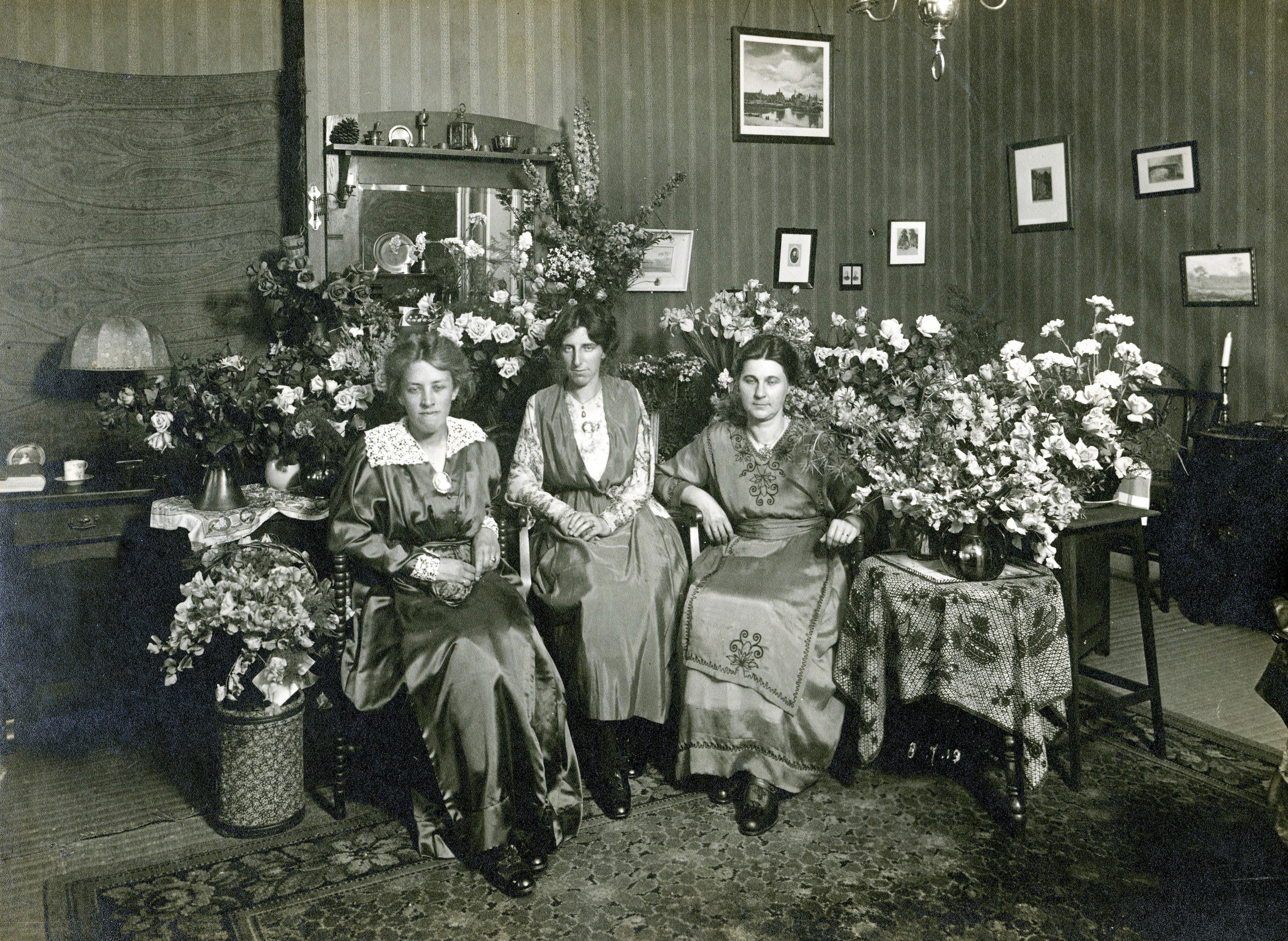
Promotiefeest H.C.M. Ghijsen (midden), Leiden 1919

Ghijsen werd geboren als derde kind van houtkoopman Carolus Matheus Ghijsen en Petronella Jeannette Susanna Proos. Ze doorliep de Middelbare Meisjesschool en het Gymnasium in Middelburg. Van 1905 tot 1913 studeerde Ghijsen Nederlands en Geschiedenis aan de Universiteit Leiden. Na de Eerste Wereldoorlog promoveerde ze cum laude bij Gerrit Kalff met haar proefschrift Betje Wolff in verband met het geestelijk leven in haar tijd.
Ghijsen vestigde zich na de Eerste Wereldoorlog met haar ouders in het buitenverblijf De Lijsterhof in Domburg. Ze zou er blijven wonen tot haar dood.

## Woordenboek der Zeeuwse Dialecten
De Nijmeegse hoogleraar Jacobus van Ginneken vroeg in de jaren '20 de hulp van Ghijsen bij zijn dialectonderzoek van de Nederlandse taal. In 1929 werd de Zeeuwse Vereniging voor Dialectonderzoek opgericht en Ghijsen werd secretaris. De eerste resultaten van het onderzoek werden gepresenteerd in 1932 op het eerste Vlaamse filologencongres. Het onderzoek ging gestaag verder maar werd zeer bemoeilijkt door de omstandigheden van de Tweede Wereldoorlog. Het Woordenboek der Zeeuwse Dialecten werd voor het eerst in delen gepubliceerd tussen 1959 en 1964.

## Publicaties

### Boeken
- Betje Wolff in verband met het geestelijk leven van haar tijd. Dissertatie, Universiteit Leiden. W. L. & J. Brusse, 1919.
- Dapper vrouwenleven: karakter- en levensbeeld van Betje Wolff en Aagje Deken. Van Gorcum, 1954
- Woordenboek der Zeeuwse Dialecten. Van Goor, 1959 (eerste deel)
- Herinneringen, autobiografische aantekeningen. Met een inleiding van M.P. de Bruin. Fanoy, Middelburg, 1978

### Artikelen
- Anna Maria van Schurman 1607-1678. De Gids, jaargang 90, 1928
- Zeeuwse woorden en wendingen bij Elisabeth Wolff-Bekker, Taal en Tongval, jaargang 11, 1959

## Prijzen
- 1954: Ridder in de Orde van Oranje Nassau[5]
- 1957: Zeeuwse prijs voor Kunsten en Wetenschappen[6]
- 1964: Erelid Zeeuws Genootschap der Wetenschappen[7]

## Varia

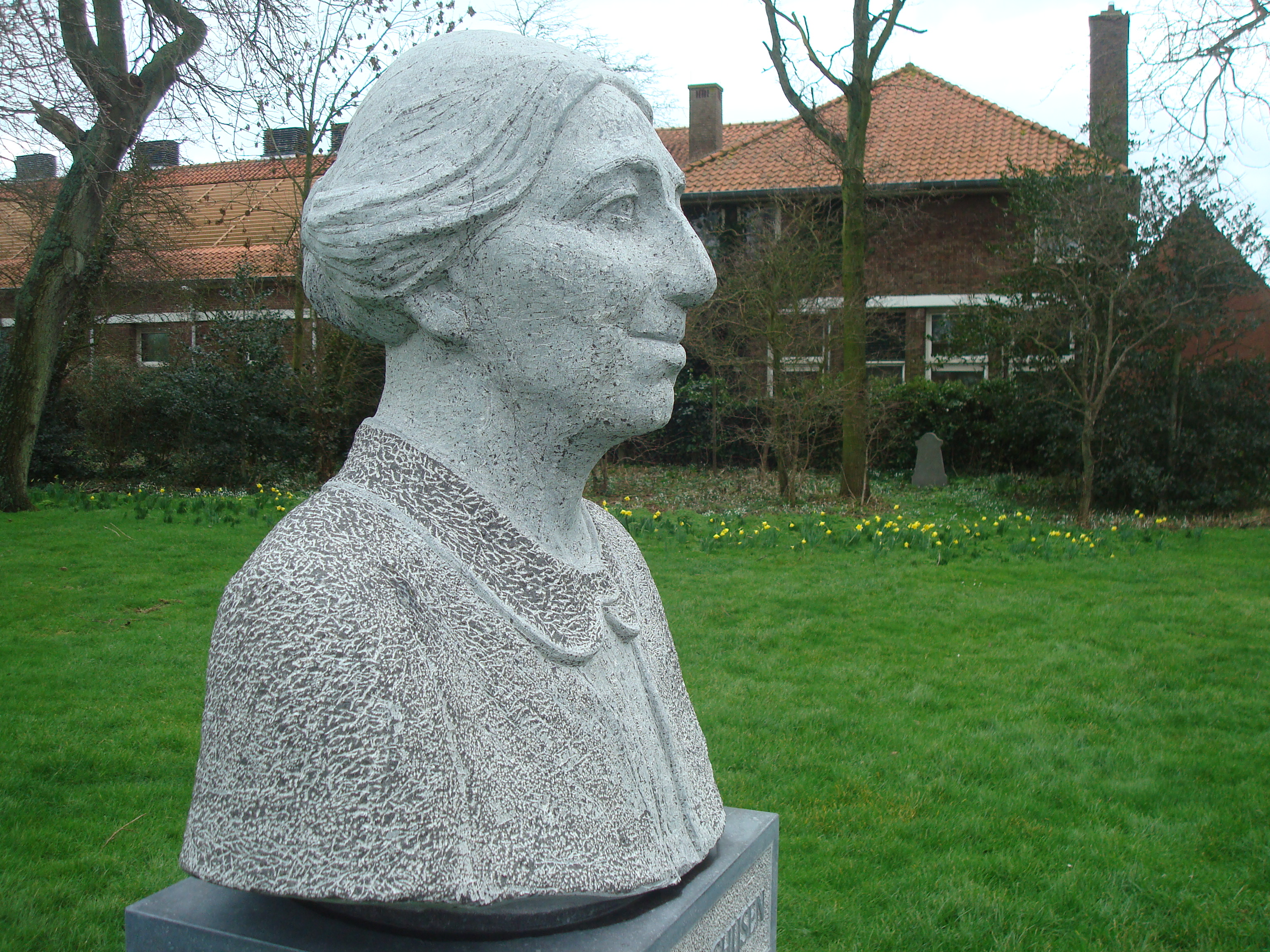
Beeld van Rika Ghijsen in Domburg, gemaakt door Leendert Houtekamer

- In Domburg is de Dr. H.C.M. Ghijsenstraat vernoemd naar Rika Ghijsen
- In Domburg is een standbeeld geplaatst van Rika Ghijsen, vervaardigd door Leendert Houtekamer[8]

- Biografisch Portaal: 08548663
- Digitale Bibliotheek voor de Nederlandse Letteren: ghij001
- Gemeinsame Normdatei: 105327727X
- International Standard Name Identifier: 0000 0004 3359 1273
- Nederlandse Thesaurus van Auteursnamen: 068402287
- Système universitaire de documentation: 115928421
- Virtual International Authority File: 200502674
- WorldCat: E39PBJfRG78GBGt39Wc96mMByd